# هارولد بنتر
هارولد بنتر (10 أكتوبر 1930 - 24 ديسمبر 2008) (بالإنكليزية: Harold Pinter) كاتب مسرحي بريطاني ولد في لندن لأبوين يهوديين من الطبقة العاملة. بدأ حياته المهنية كممثل. ومسرحيته الأولى «الغرفة» قُدمت في جامعة بريستول عام 1957م. عمله المسرحي الثاني والذي يعدّ من أفضل أعماله «حفلة عيد الميلاد»، قُدم في عام 1958 م، وواجه فشلاً تجاريًا رغم ترحيب النقاد بها. لكنها قدمت مرة أخرى بعد نجاح مسرحيته «الناظر» 1960م، والتي جعلته مسرحيا مهما، وهذه المرة استقبلت بشكل جيد.
و في عام 1948 حصل بنتر على منحة لدراسة التمثيل في الأكاديمية الملكية للفن المسرحي لكنه لم يكمل دراسته بها، وفي يناير عام 1951 قام لأول مرة كممثل محترف بتمثيل دور شيكسبيري إذ اشترك في تمثيل مسرحية هنري الثامن وبعدها استأنف بنتر تدريبه على التمثيل في المدرسة المركزية للإلقاء والدراما.

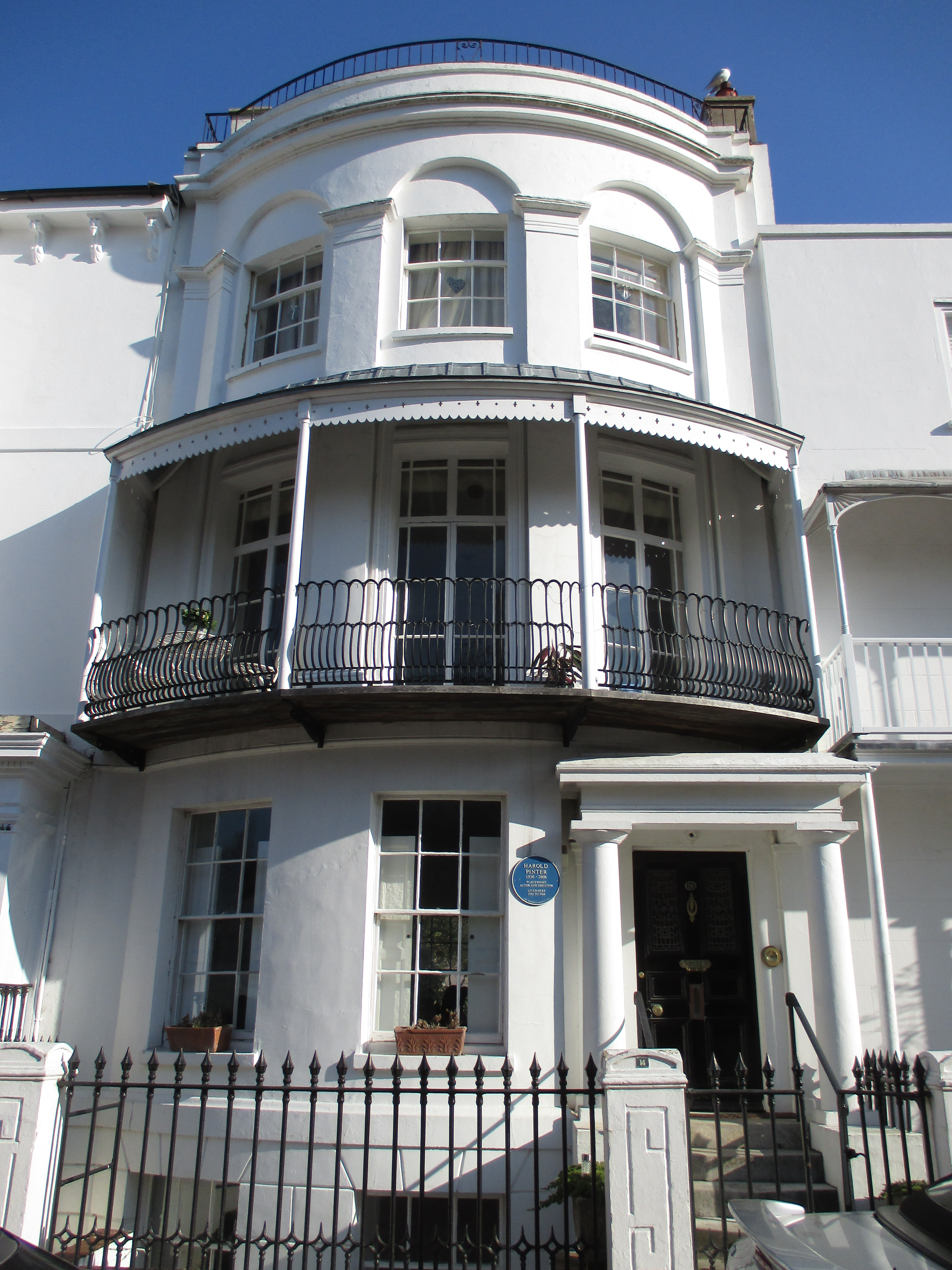
منزل بنتر في ورذينج، 1962–64

مسرحياته الثلاثة الأولى وعمل آخر له، وهو «العودة إلى البيت» في عام 1964 م، جعلت عمله يصنف على أنه من كوميديا التهديد. حيث تبدأ المواقف بشكل برئ جدًا ثم تتطور بطريقة عبثية لأن الشخصيات في المسرحية تتصرف بطريقة غير مفهومة، لا للجمهور ولا حتى لبقية الشخصيات. اعتبر هذا الأمر تأثيرا واضحا لصموئيل بيكيت على بنتر، وقد صار الرجلان صديقين من يومها.

## خصائص مسرح بنتر
يتسم مسرح بنتر بالغموض لأنه تأثر بكتاب العبث وخاصة صموئيل بيكيت كما أنه تأثر بتشيخوف ودستويفسكي وهيمنجواي. ويستخدم بنتر الكلمات لأغراض غير الأغراض المألوفة فهو يخلق من إيقاع الكلمات احساسا بالخوف والتهديد فوصفت أعماله بأنها عنيفة وسميت مسرحياته «كوميديا التهديد».
كما اعتمد بنتر على تكرار الكلمات والألفاظ وعلى تجريدها من معناها المصطلح عليه بحيث تكتسب كيانا مستقلا عن المعني الذي يحددها لها.
و قد أطلق على بنتر لقب «شاعر الصمت» لأنه يكثر من استخدام فترات الصمت في الحوار وهو يهدف من وراء ذلك جعل المتفرج يتصور الاضطرابات النفسية أو المخاوف والأحاسيس المختلفة التي تضطرم في نفسية الشخصيات.

## قضايا وموضوعات
و يهتم بنتر بالقضايا الفلسفية التي تبحث فيها الوجودية مثل مشكلة البحث عن الذات ومشكلة استحالة التثبيت من الحقيقة ومشكلة انعدام الاتصال بين البشر، حيث أصبح كل إنسان حبيس مخاوفه وأسير عالمه الخاص.
كذلك يهتم بنتر بالبحث في الدوافع المختلفة الكامنة وراء تصرفات الإنسان وأفعاله. ويتعرض لعلاقة الإنسان والقوى الخارجية والتي قد تتجسد في النظام القائم أو التقاليد والعادات الاجتماعية أو القدر المحتوم على الإنسان أو بين الإنسان وربه. ويصور محاولة الإنسان في التحرر من القيود التي تفرضها عليه هذه القوى الخارجية.
في عقد السبعينات تفرغ بنتر للإخراج أكثر، وعمل كمساعد مخرج في المسرح الوطني عام 1973 م وأصبحت مسرحياته أكثر قصرا ومحملة بصور الاضطهاد والقمع. وفي عام 2005 م أعلن بنتر اعتزاله الكتابة وتفرغه للحملات السياسية.
لبنتر نشاط سياسي مميز دفاعا عن الحقوق والحريات بغض النظر عن المواقف الرسمية لبلاده. في عام 1985 م كان مع المسرحي الأمريكي آرثر ميللر في زيارة إلى تركيا، وهناك تعرّف على أنواع التعذيب والقمع التي يتعرض لها المعارضون. وفي حفل رسمي في السفارة الأمريكية أقيم على شرف ميللر، تقدم بنتر ليلقي كلمة عن أنواع التعذيب والإذلال الجسدي التي يتعرض لها المعارضون للنظام الذي كانت الحكومة الأمريكية تدعمه. أدى الأمر إلى طرده من الحفل وخرج ميللر متضامنا معه من الحفل الذي أقيم على شرفه. وظهر أثر زيارته لتركيا في مسرحية «لغة الجبل» 1988 م.
عارض بنتر مشاركة بلاده لغزو أفغانستان كما عارض حرب العراق، ونعت الرئيس الأمريكي جورج بوش «بالمجرم الجماعي»، وقارن بينه وبين هتلر، ووصف رئيس الوزراء البريطاني السابق توني بلير «بالأبله».
في 13 أكتوبر عام 2005م، أعلنت الأكاديمية السويدية فوز هارولد بنتر بجائزة نوبل للأداب لعام 2005 م، معللة ذلك «بأن أعماله تكشف الهاوية الموجودة خلف قوى الاضطهاد في غرف التعذيب المغلقة».

## جائزة نوبل في الأدب
في 18 يناير 2007، منح رئيس الوزراء الفرنسي آنذاك دومينيك دو فيلبان الكاتب هارولد بنتر أعلى وسام مدني في فرنسا، وهو وسام جوقة الشرف (Légion d'honneur), خلال حفل أُقيم في السفارة الفرنسية في لندن.

أشاد دو فيلبان بقصيدة بنتر الساخرة "كرة القدم الأمريكية" (1991)، قائلاً:
"بما فيها من عنف وقسوة، فإنها تُعد واحدة من أكثر الصور دقةً للحرب، ومن أبلغ الاستعارات لتجسيد إغراء الإمبريالية والعنف."
وفي رده، أعرب بنتر عن تقديره لموقف فرنسا المعارض للحرب على العراق. واختتم دو فيلبان كلمته قائلاً:
"الشاعر يظل واقفًا ليرى ما لا يراه الآخرون... إن الشعر يعلّمنا كيف نعيش، وأنت يا هارولد بنتر تعلّمنا كيف نعيش."
وأضاف أن بنتر نال هذا التكريم بشكل خاص:
"لأن أعماله، في سعيها لالتقاط جميع أوجه الروح الإنسانية، تستجيب لتطلعات الجمهور الفرنسي، وشغفه بفهم الإنسان وما هو كوني بحق."
وقد علّق الصحفي لورنس بولارد بأن:
"منح الجائزة لهذا الكاتب المسرحي الكبير يؤكد مدى الإعجاب الذي يحظى به بنتر في بلدان مثل فرنسا، كنموذج للمثقف الراديكالي الذي لا يساوم."

## أهم مؤلفاته
- سارق السيارة
- الحارس (مسرحية) [7]
- رماد إلى رماد (مسرحية)
- العودة للوطن (مسرحية)
- الأيام الخوالي (مسرحية)
- الأرض الحرام (مسرحية)
- خيانة (مسرحية)

## روابط خارجية
- هارولد بنتر على موقع IMDb (الإنجليزية)
- هارولد بنتر على موقع الموسوعة البريطانية (الإنجليزية)
- هارولد بنتر على موقع روتن توميتوز (الإنجليزية)
- هارولد بنتر على موقع مونزينجر (الألمانية)
- هارولد بنتر على موقع ألو سيني (الفرنسية)
- هارولد بنتر على موقع ميوزك برينز (الإنجليزية)
- هارولد بنتر على موقع تيرنر كلاسيك موفيز (الإنجليزية)
- هارولد بنتر على موقع أول موفي (الإنجليزية)
- هارولد بنتر على موقع قاعدة بيانات برودواي على الإنترنت (الإنجليزية)
- هارولد بنتر على موقع قاعدة بيانات الأفلام السويدية (السويدية)